# Fiona Apple
Fiona Apple, all'anagrafe Fiona Apple McAfee-Maggart (New York, 13 settembre 1977), è una cantautrice e pianista statunitense.
Iniziò a studiare musica e a comporre le proprie canzoni molto presto. Nel 1994 firmò con l'etichetta Sony a soli diciassette anni il suo primo contratto discografico, grazie al quale pubblicò nel 1996 il suo album di debutto Tidal, che vendette oltre tre milioni di copie negli Stati Uniti e le permise di vincere un Grammy Award alla miglior interpretazione vocale rock femminile con il brano Criminal.
Nel 1999 venne messo in commercio il suo secondo album When the Pawn..., prodotto interamente da Jon Brion. L'album vendette oltre un milione di copie negli Stati Uniti ottenendo il disco d'oro e permise all'artista di ricevere ulteriori candidature ai Grammy Awards. Il disco fu accolto molto positivamente dalla critica musicale ed entrò nel Guinness dei Primati in qualità di album dal titolo più lungo che sia mai entrato nelle classifiche statunitensi, di 90 parole. Nel 2005 fu la volta del terzo album di inediti, Extraordinary Machine, prodotto inizialmente con Jon Brion e poi riarrangiato con Mike Elizondo per la pubblicazione ufficiale. L'album ricevette il disco d'oro, una candidatura ai Grammy e molte recensioni positive dalla critica.
Nel 2012 venne pubblicato il quarto album The Idler Wheel..., che debuttò alla terza posizione della classifica statunitense e ricevette il plauso universale di tutta la critica musicale professionista. Dopo quasi otto anni di parziale assenza dalle scene musicali, nel 2020 pubblica l'album Fetch the Bolt Cutters, uno degli album maggiormente acclamati nella storia della musica, vincitore del Grammy Award al miglior album di musica alternativa nel 2021.

## Biografia
È figlia dell'attore Brandon Maggart e della cantante Diane McAfee; anche i suoi fratelli lavorano nel mondo dello spettacolo: la sorella Maude è una cantante da cabaret, mentre il fratello Garett è attore. Verso gli otto anni inizia a prendere lezioni di pianoforte, mentre a 11 anni scrive la sua prima canzone. A 12 anni subisce uno stupro da parte di uno sconosciuto, trauma che si ripercuote sui suoi testi, drammatici e intimistici, che sono la testimonianza di una personalità difficile e tormentata.
Grazie ad un'amica, che fa ascoltare una demo alla produttrice Kathryn Schenker (già con Sting e Smashing Pumpkins), nel 1994 viene messa sotto contratto dalla Sony. Nel 1996, a soli 18 anni, pubblica l'album Tidal, che trova immediatamente un grande riscontro di critica e pubblico, fino a raggiungere il disco di platino. L'album spazia con disinvoltura tra canzoni pop e jazz, soul e blues, come il primo singolo Shadowboxer. Dopo la pubblicazione dell'album d'esordio, ottiene un Grammy nella categoria "Best new artist in a video" e partecipa al festival femminile Lilith Fair.
In eterna lotta con il music business, il suo carattere difficile e ribelle la porta a porsi controcorrente a chi le vuole affibbiare etichette di bella, sexy e ricca.

Nel 1999 pubblica il suo secondo album dal titolo infinitamente lungo, abbreviato in When the Pawn.... Il primo singolo estratto dall'album è Fast as you can. L'album contiene brani come Paper bag e Get gone ma, nonostante le aspettative, non riscuote lo stesso successo del suo album di debutto. Partecipa alla colonna sonora del film Pleasantville interpretando Across the Universe dei Beatles.

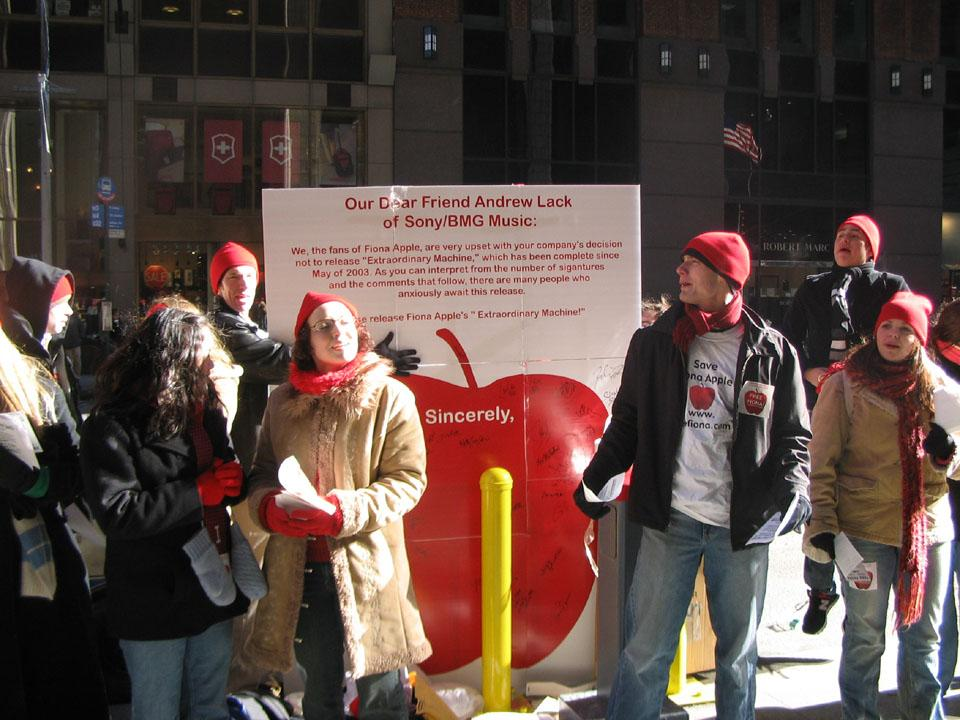
Protesta "FreeFiona!" fuori dalla Sony BMG

La lavorazione del suo terzo album Extraordinary Machine viene bloccata dalla Sony, che ritiene il suo lavoro poco commerciale e difficilmente distribuibile verso il grande pubblico. Nonostante questo l'album viene distribuito in rete, tanto da mobilitare i suoi fans in una raccolta di firme e coniare lo slogan "FreeFiona!".  Per finalizzare e ritoccare la produzione dell'album rispetto alla versione filtrata online, Fiona Apple si affida a Mike Elizondo (già al lavoro con Gwen Stefani e Eminem) e alla poetessa e produttrice Erzsebet Beck e finalmente nel 2005, dopo una travagliata gestazione, esce Extraordinary Machine.
Nel 2006 interpreta una cover di Sally's song inclusa nell'edizione speciale della colonna sonora del film prodotto da Tim Burton Nightmare Before Christmas. Nel 2011 ha partecipato all'album di cover in onore del cantante Buddy Holly, Rave on Buddy Holly, interpretando il famoso brano Everyday.
Nel 2012 pubblica il suo quarto album, dal titolo chilometrico The Idler Wheel Is Wiser Than the Driver of the Screw and Whipping Cords Will Serve You More Than Ropes Will Ever Do. Ad affiancarla in questo album c'è il produttore e polistrumentista Charley Drayton (già con Iggy Pop e Neil Young). In Hot Knife Apple duetta con la sorella Maude Maggart. Nel 2020 pubblica il suo quinto album intitolato Fetch the Bolt Cutters, un album che ha la particolarità di essere stato interamente registrato all'interno della casa dell'artista stessa.
Vegana, è affetta da disturbo ossessivo-compulsivo.

## Discografia
- 1996 – Tidal
- 1999 – When the Pawn...
- 2005 – Extraordinary Machine
- 2012 – The Idler Wheel...
- 2020 – Fetch the Bolt Cutters